# Kaskaskia
Kaskaskia, pleme američkih Indijanaca porodice Algonquian naseljeno u drugoj polovici 17 stoljeća na mjestu današnjeg grada Utica u okrugu La Salle u Illinoisu gdje im se 1673. nalazilo glavno selo, te u okolnim područjima. Godien 1700.-te oni kreću prema ušču rijeke Kaskaskia, na mjestu današnjeg okruga Randolph. Incidentom u Cahokiji, između Kaskaskia ratnika i velikog poglavice Ottawa Indijanaca, rezultirao je smrću Pontiaca, na što su plemena Sac, Fox, Kickapoo i Potawatomi poveli s Illinoisima rat do istrebljenja.
Kaskaskie su sudjelovali u potpisivanju najmanje 15 ugovora sa SAD.-om. Konačno tridesetog kolovoza 1803. ugovorom u Vincennesu, Indiana, prepuštaju svoju zemlju SAD.-u, koji ih uzimaju u zaštitu "against other Indian tribes". Godine 1832. oni s Peoriama odlaze na prvi indijanski teritorij u Kansas, Paola, a 1867. u Oklahomu gdje čine dio naroda Peoria, koje je tamo federalno organizirano pod imenom Peoria Indian Tribe of Oklahoma. 

## Vanjske poveznice
- Kaskaskia Indians